# Погодін Олег Георгійович
Олег Георгійович Погодін (рос. Оле́г Гео́ргиевич Пого́дин) — російський кінорежисер та сценарист.

## Біографія
Закінчивши загальноосвітню школу, поступив у ВГІК — на сценарно-кінознавчий факультет, у відділ кінознавства, в майстерню А. Медведева і М. Власова. Олег Погодін стає кінокритиком і публікує критичні статті в різних виданнях, у тому числі в журналі «Мистецтво кіно». Закінчив ВГІК у 1993 році.
З 1992 року Олег Погодін став активно працювати в області комерційної реклами та створення відеокліпів. (Його дебют — перший рекламний ролик для представництва японської компанії «Сейко Епсон» в Росії). На рахунку Олега Погодіна кліпи для таких виконавців та музичних колективів, як Олександр Маршал («Ливень»), Микола Носков («Паранойя», «Снег»), Микола Трубач («Женская любовь»), Вахтанг Кікабідзе («Мы уходим»), Валерія («Пополам»), група «Штар» («Красное платье»), колектив «Божья коровка» та інші.
В 2000 році виходить фільм «Тріумф», в якому Олег Погодін виступив як співавтор сценарію та співрежисер. А в 2003 році він знімає телесеріал «Батьківщина чекає» за власним сценарієм. В подальшому Олег Погодін продовжує працювати в жанрі гостросюжетних бойовиків і як сценарист (фільм «Втеча» режисера Єгора Кончаловського), і як режисер (фільм «Непереможний»).
В 2011 році Олег Погодін знімає фільм «Дім», кримінальну драму, глибоку, правову історію про розпад великої ростовської сім'ї Шаманових. Фільм претендував на премію «Золотой орел» (в шести номінаціях, і три з них отримав) і на премію «Ніка» (в чотирьох номінаціях, а Сергій Гармаш отримав «Ніку» за кращу чоловічу роль)

## Відзнаки
- 2011 — XIX фестиваль російського кіно «Вікно в Європу», Виборг — конкурс ігрового кіно — Спеціальний приз журі сценаристу і режисеру Олегу Погодіну «За володіння кінематографічними професіями» (фільм «Дім»).
- 2011 — Номінації на премію «Золотий орел»: Найкращий фільм, Найкраща режисерська робота (Олег Погодін, фільм «Дім»).
- 2013 — III Забайкальський Міжнародний кінофестиваль, Чита — приз за найкращу режисуру і приз глядацьких симпатій (фільм «Дім»).
- 2014 — Професійний приз Асоціації продюсерів кіно і телебачення в області телевізійного кіно в номінації За найкращу сценарну роботу і номінація на приз За найкращу режисерську роботу (телесеріал «Крик сови»).
- 2014 — Премія ФСБ Росії за «Найкращі твори літератури і мистецтва про діяльність органів федеральної служби безпеки» за 2013 рік: перша премія в номінації «Кіно і телефільм» («Крик сови»)[2].
- 2015 — Номінація на премію «Золотий орел» в категорії Кращий телефільм або міні-серіал (до 10 серій включно) («Крик сови»)

## Фільмографія
| Рік  | Фільм                           | Режисер | Сценарист | Примітки             |
| ---- | ------------------------------- | ------- | --------- | -------------------- |
| 1997 | Котовасія                       | Так     | Так       |                      |
| 2000 | Тріумф                          | Так     | Так       |                      |
| 2003 | Батьківщина чекає               | Так     | Так       |                      |
| 2008 | Втеча                           | Ні      | Так       |                      |
| 2008 | Непереможний                    | Так     | Так       |                      |
| 2010 | Ми з майбутнього 2              | Так     | Ні        | в титрах не вказаний |
| 2011 | Дім                             | Так     | Так       |                      |
| 2011 | Новорічна SMS-ка                | Так     | Ні        |                      |
| 2013 | Крик сови                       | Так     | Так       |                      |
| 2013 | Шерлок Холмс (телесеріал, 2013) | Ні      | Так       |                      |
| 2017 | Час перших                      | Ні      | Так       |                      |